# ANBOS

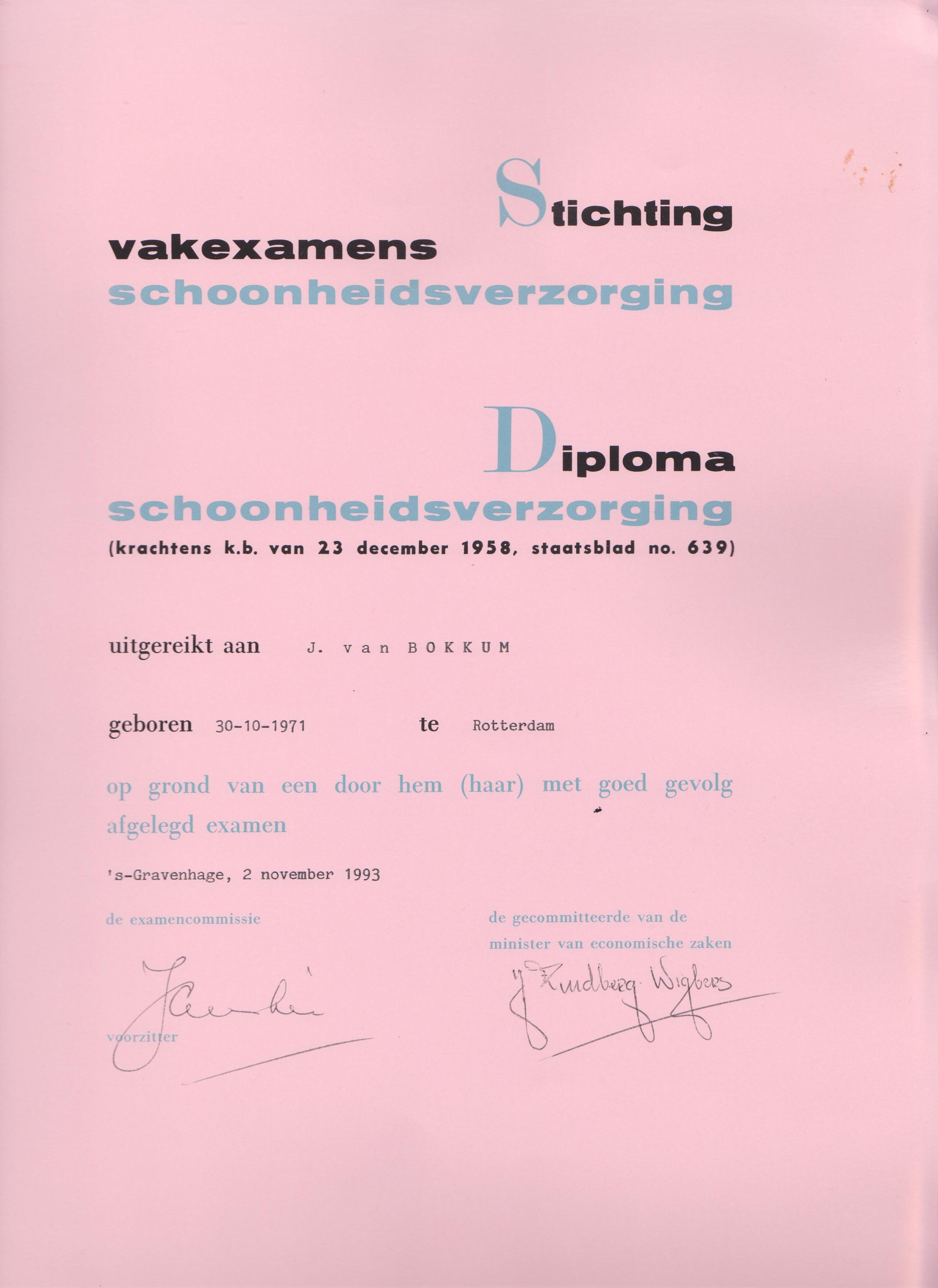
Voorbeeld van een door de ANBOS erkend diploma Schoonheidsverzorging afgenomen door Stivas (Stichting Vakexamens Schoonheidsverzorging) op grond van een goed afgelegd staatsexamen Schoonheidsverzorging

ANBOS staat voor Algemene Nederlandse Branche Organisatie Schoonheidsverzorging en is opgericht op 1 februari 1949 te 's-Gravenhage. Adry Hermans was een van de mede-oprichtsters.
ANBOS heeft onder meer het doel het in standhouden en verbeteren van de kwaliteit van de beroepsuitoefening en het ondernemerschap in de schoonheidsverzorgingsbranche.
Het fungeert ook als landelijke brancheorganisatie voor de schoonheidsverzorging.
De door de ANBOS erkende schoonheidsspecialisten zijn in het bezit van een vakdiploma schoonheidsverzorging.